# 2020年東京パラリンピックのジョージア選手団
2020年東京パラリンピックのジョージア選手団は、2021年8月24日から9月5日まで日本の東京で開催された2020年東京パラリンピックジョージア選手団の名簿。

## 選手団
- 人員: 選手 13人
- 開会式旗手: ダヴィト・カフタラゼ

## 種目別選手・スタッフ名簿及び成績

### 陸上
- ダヴィト・カフタラゼ
  - （男子走幅跳 T38）

### 柔道
- ズラブ・ズラビアニ
  - （男子60kg級）
- ギオルギ・ガムヤシヴィリ
  - （男子66kg級）
- ギオルギ・カルダニ
  - （男子73kg級）
- レヴァス・チコイゼ
  - （男子100kg超級）：銀メダル
- イナ・カルダニ
  - （女子70kg級）：銀メダル

### パワーリフティング
- アハマド・ラズム
  - （男子80kg級）
- アカキ・ジンチャラゼ
  - （男子107kg級）

### 射撃
- ヴラディミル・チンチャラウリ
  - （混合R4-10mエアライフル立射 SH2）
  - （混合R5-10mエアライフル伏射 SH2）
  - （混合R9-50mライフル伏射 SH2）

### 競泳
- ニカ・トヴァウリ
  - （男子100m平泳ぎ SB11）

### 車いすフェンシング
- グヴァンツァ・ザディシヴィリ
  - （女子フルーレ個人 A）
- ニノ・チビラシビリ
  - （女子フルーレ個人 A）
  - （女子サーブル個人 A）：銀メダル
- イルマ・ヘツリアニ
  - （女子フルーレ個人 B）
  - （女子サーブル個人 B）
- グヴァンツァ・ザディシヴィリ、ニノ・チビラシビリ、イルマ・ヘツリアニ
  - （女子フルーレ団体）